# لحلاح خلاب
اللحلاح الخلاب أو السورنجان الخلاب أو السورنجان الفاخر نوع نباتي يتبع جنس اللحلاح من الفصيلة اللحلاحية. موطنه المناطق الجبلية في شمال تركيا والقوقاز.

## معرض صور

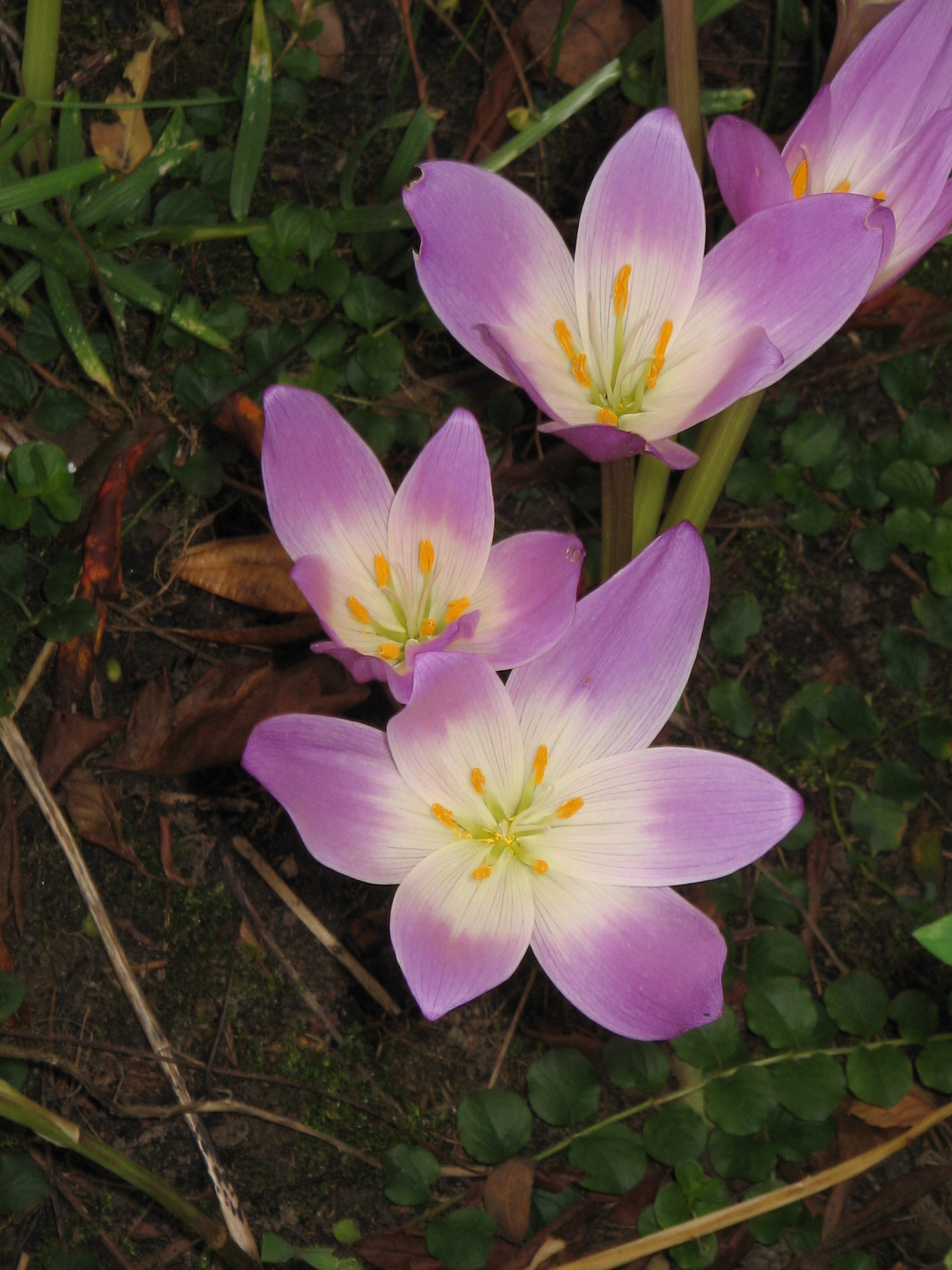
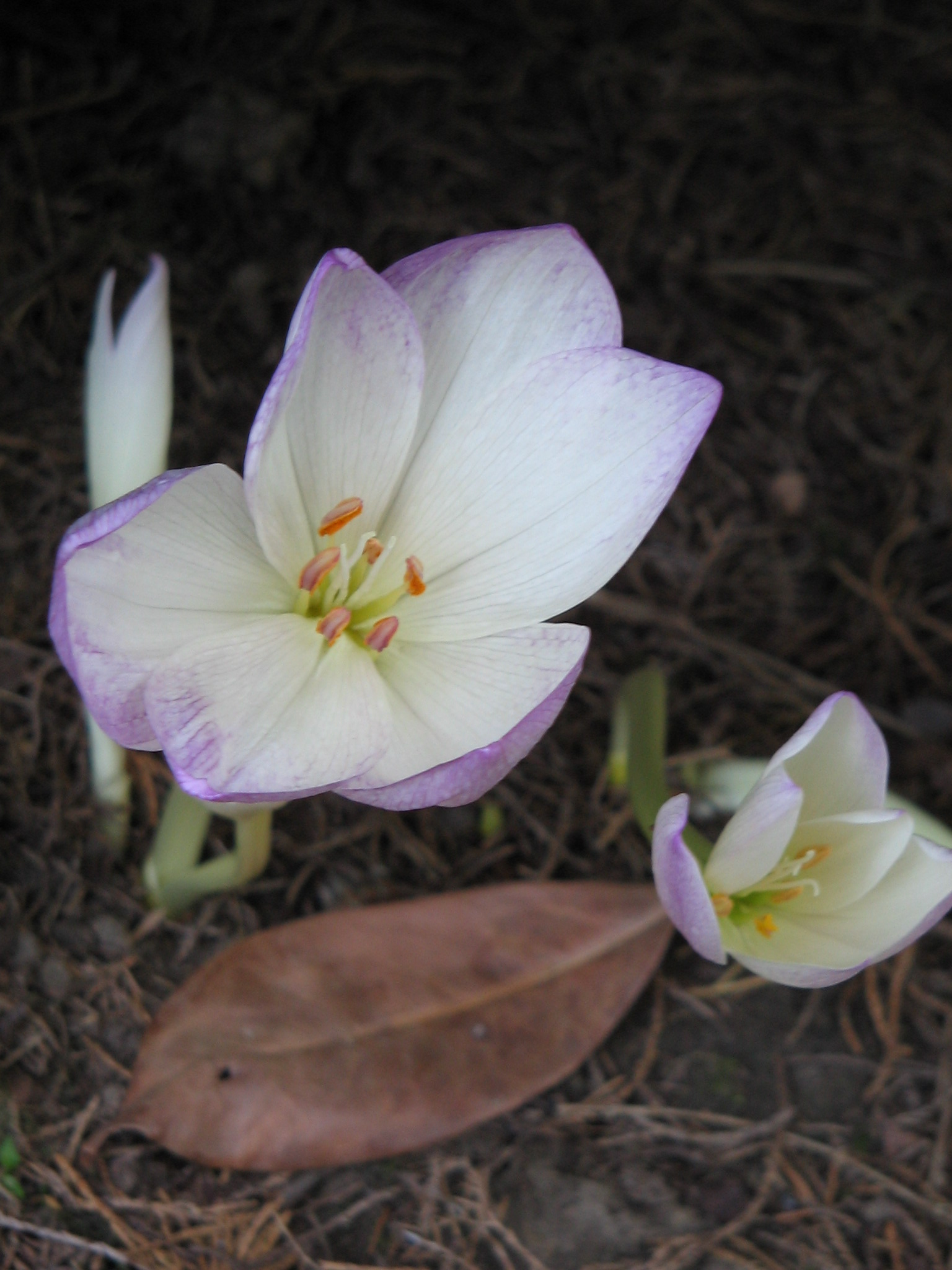
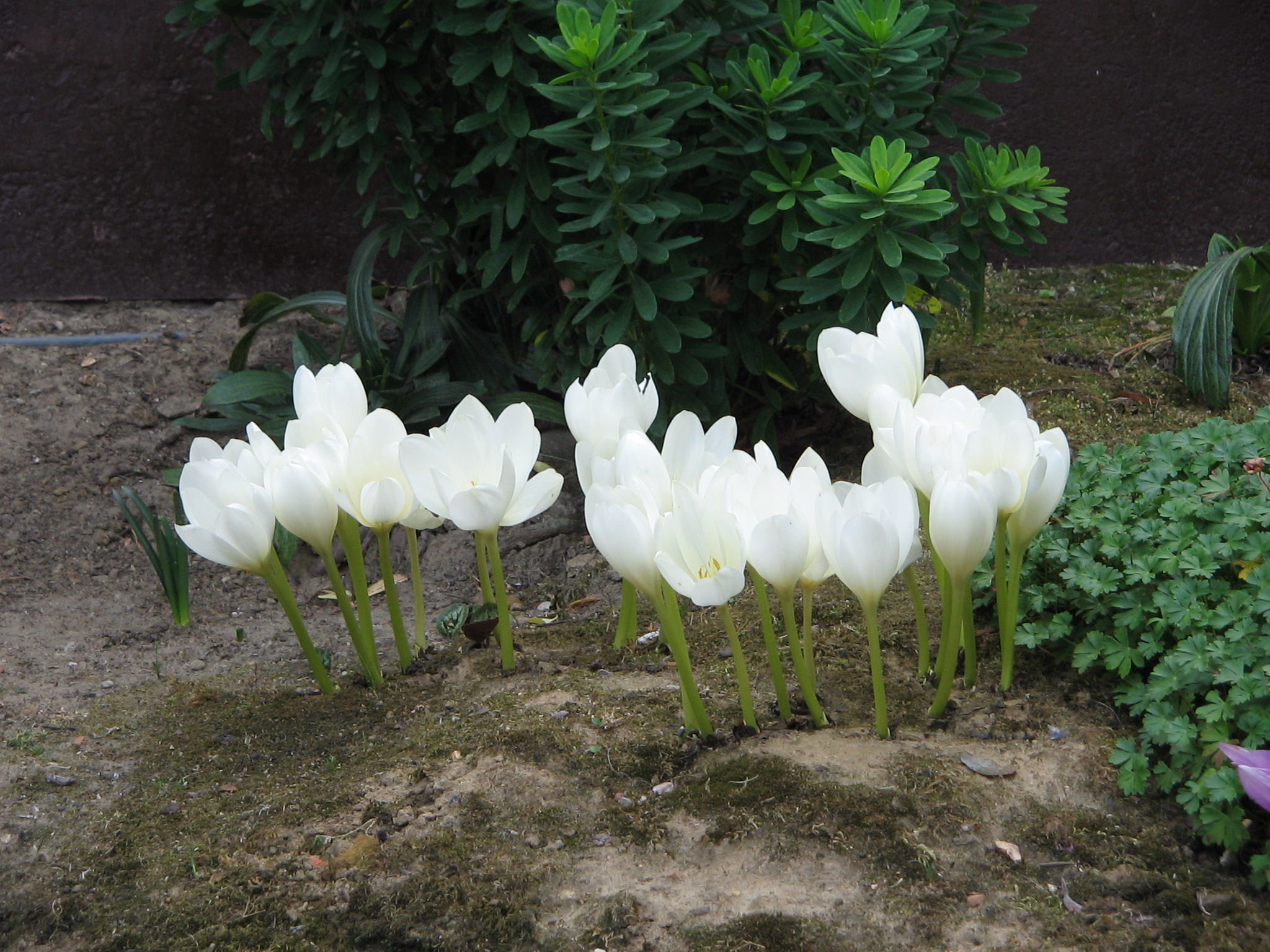